# Kšyštof Lavrinovič
Kšyštof Lavrinovič, né le 1er novembre 1979 à Vilnius, est un joueur lituanien de basket-ball, évoluant au poste d'ailier fort. Joueur de 2,10 mètres, Lavrinovič est considéré comme un bon défenseur, mais également très adroit au tir.

## Biographie
De 1996 à 1999, Kšyštof Lavrinovič joue en Lituanie dans le club d'Alytus Alita. En 1999, il est condamné, en même temps que son frère jumeau Darjuš Lavrinovič, à la prison pour viol. Il reprend la compétition à Ural Great Perm en première division du championnat de Russie pour la saison 2002-2003. Lavrinovič reste à Ural Great Perm lors de la saison 2003-2004, il change ensuite de club mais reste en Russie : Dynamo Moscou en 2004-2005, puis UNICS Kazan de 2005 à 2007. En 2007, il rejoint le Montepaschi Siena qui évolue en première division italienne. Avec Sienne, il est nommé deux fois dans la deuxième meilleure équipe de l'Euroligue : en 2008 et 2011. En 2011, Sienne remporte la coupe d'Italie et Lavrinovič est élu meilleur joueur de la coupe.
En décembre 2014, Lavrinovič signe un contrat jusqu'en juin 2015 avec le Lietuvos rytas.

## Palmarès

### Club
- Vainqueur de la Coupe de Russie en 2004 (avec Ural Great Perm)
- Champion d'Italie en 2008, 2009, 2010, 2011 et 2012.
- Vainqueur de la Supercoupe d'Italie en 2008, 2009 et 2010.
- Vainqueur de la  Coupe d'Italie en 2008, 2009, 2010, 2011 et 2012.
- Vainqueur de l'EuroCoupe 2013-2014.

### Sélection nationale
- Jeux olympiques d'été
  - 4e aux Jeux olympiques de 2004 d'Athènes
- Championnat du monde
  - 7e au Championnat du monde 2006 au Japon
- Championnat d'Europe
  -  Médaille d'or du Championnat d'Europe de basket-ball 2003 en Suède
  - 5e au Championnat d'Europe 2005 en Serbie-Monténégro
  -  Médaille d'argent au Championnat d'Europe 2013

### Distinction personnelle
- Nommé dans le deuxième meilleur cinq majeur de l'Euroligue en 2008 et 2011.
- MVP de la Coupe d'Italie en 2011.
- MVP de la Supercoupe d'Italie en 2011.
- MVP du mois de la VTB United League en octobre 2012.